# Ессей (посёлок)
Ессе́й (якут. Дьэһиэй) — посёлок на севере Эвенкийского района Красноярского края. Образует сельское поселение посёлок Ессей как единственный населённый пункт в его составе.
Расположен в 480 километрах от Туры.
До 2002 года согласно Закону об административно-территориальном устройстве Эвенкийского автономного округа — село.
Ессей называют «колыбелью христианства» в Эвенкии. В поселке преимущественно проживают представители обособленного субэтноса якутов — ессейские якуты.

## История
Происхождение названия посёлка точно не известно. Предположение, оно означает на языках местных народов либо «большое озеро», либо «священное озеро птиц». Путешественники в своих путевых заметках называют озеро по-разному: Ieziejia, Евсеевское, Жессей, Жоссей. Местное якутское население называет свое озеро и свой поселок «Дьэhиэй».
В 1628 году на берегу озера Ессей построили острог мангазейские казаки. Окрестные кочевья тунгусских и самоедских племен (маяты, догачагиры, силигеры) были обложены ясаком.
В 1683 году на село напало восставшее против тяжести поборов коренное население — вадеевские самоеды и илимпийские тунгусы, Ессею был нанесён непоправимый урон. 
К моменту прихода первых якутов Ессей был поражён эпидемией оспы. Незначительное количество выживших навсегда покинули озеро, как «проклятое» место, что, вероятно, облегчило заселение этих мест якутами.
Переселенцы из центральной Якутии активно начинают осваивать район озера Ессей с XVIII века. Заселение якутами Ессея и Оленёка происходило примерно в одно и то же время.
В 1856 году из Камчатки в село прибыли первые христианские миссионеры, была построена часовня. С этого времени начинается внедрение православия среди ессейских якутов. В 1873 году по решению Синода ессейские якуты были переданы Енисейской епархии. В 1892 году в устье реки Сымна-Сэнэ местными мастерами была построена Васильевская церковь — первая церковь в Эвенкии. У ессейских якутов не был распространён шаманизм, в связи с чем христианство было ими принято легко. Церковь простояла до 1984 года.
Октябрьская революция изменила уклад жизни ессейцев коренным образом. Часть населения оказывала пассивное сопротивление новому порядку. Эта эпоха у ессейских якутов помнится как «годы побега» (якут. күрүүр сыллар) — часть населения бежала на Таймыр, где, как им казалось, сохранились старые порядки. Так на Таймыре появились сёла, основанные выходцами из Ессея: Камень, Катырык, Кресты.
С 1926 года Якутская АССР пыталась присоединить к себе Ессей путём судебных тяжб. Но значительное количество тунгусов в этих местах и слабое культурное влияние не дали присоединить Ессей к Якутии. Постановлением Президиума ВЦИК от 10 декабря 1930 года Ессей вошёл в состав Эвенкийского национального округа. Окончательно граница между Эвенкией и Якутией была установлена в 1931 году.
В конце 1970-х и в начале 1980-х годов велись подземные атомные взрывы с целью геологической разведки недр. Они проводились как раз в местах маршрута перегона оленей с весенних пастбищ на летние, в связи с чем наблюдалась массовая гибель оленей. Также участились онкологические заболевания среди населения.
В 2012 году на территории поселка был введен сухой закон: депутаты местного Совета приняли решение о полном запрете ввоза алкогольной продукции в поселок.
В 2018 году главой Эвенкийского района Евгением Васильевым было принято решение о строительстве храма святителя Василия Великого в п. Ессей.
В настоящее время мужское население поселка Ессей преимущественно занимается традиционными промыслами, разводит оленей, а женщины ведут домашнее хозяйство.

## География
Расположен на берегу озера Ессей. Ессей находится в субарктическом климатическом поясе в зоне континентального климата, в природной зоне лесотундр. Зима длится здесь более восьми месяцев.
Историк Сибири Б. О. Долгих пишет, что в 1628 г. на берегу озера Ессей построили острог мангазейские казаки — сборщики ясака (царской дани). В феврале 1931 года был организован первый родовой Совет в п. Ессей. Родовые Советы являлись органами местного туземного управления. Родовые Советы созывали всех членов данного рода или других граждан на родовое собрание (суглан), решали вопросы, касающиеся жизни рода.
11 января 2023 года в посёлке был зарегистрирован новый абсолютный минимум температуры воздуха в населённом пункте — −73°С. По неподтверждённым документально данным, а следовательно не признанным официально, самая низкая для северного полушария температура воздуха была отмечена именно в Оймяконе — −71,2 °C..

## Население
| 2010 | 2012 | 2013 | 2014 | 2015 | 2016 | 2017 |
| ---- | ---- | ---- | ---- | ---- | ---- | ---- |
| 631  | ↘624 | ↗640 | ↘614 | ↗625 | ↗630 | ↘606 |
| 2018 | 2019 | 2020 | 2021 |      |      |      |
| ↗615 | ↗621 | ↗639 | ↗734 |      |      |      |

По данным Всероссийской переписи населения 2010 года:
| № | Национальность | Численность, чел. | Доля   |
| - | -------------- | ----------------- | ------ |
| 1 | Якуты          | 587               | 93,0 % |
| 2 | Русские        | 19                | 3,0 %  |
| 3 | Другие         | 25                | 4,0 %  |

Община местных жителей — это ессейские якуты, черты традиционного хозяйства которых объединяют элементы якутского и эвенкийского хозяйства. Общину формируют четыре рода. Ессейские якуты сохранили тесные связи с соседней Якутией, своей исторической родиной.

## Местное самоуправление
Ессейский поселковый Совет депутатов V созыва
Дата избрания: 11.09.2022. Срок полномочий: 5 лет. Количество депутатов: 7. Председатель Совета Черкасов Андрей Юрьевич. 
| Фракция             | Кол-во депутатов |
| ------------------- | ---------------- |
| Справедливая Россия | 4                |
| Единая Россия       | 2                |
| КПРФ                | 1                |

Глава посёлка
- 2003—2005 — Николай Иванович Иванов
- 2005—2008 — Михаил Константинович Маймага
- 2008—2012 — Сергей Михайлович Маймага
- 2012—2016 — Геннадий Николаевич Маймага
- 2016—2017 (врио) — Сергей Алексеевич Ботулу
- 2017—2022 — Татьяна Ануфриевна Осогосток
- 2022—2024 — Галина Прокопьевна Ботулу
- 2024—2025 (врио) — Анастасия Ивановна Эспек
- В 2025 году — Галина Прокопьевна Ботулу
- С 19 июня 2025 полномочия главы посёлка Ессей до формирования органов местного самоуправления Эвенкийского муниципального округа Красноярского края осуществляет Черкасов Андрей Юрьевич.

## Экономика
В посёлке разводят оленей.

## Образование
История школы начинает свой отсчёт с 1933 года, когда приезжим учителем Евгенией Федоровной Донской была организована начальная школа в Ессее. В то время в школе обучались 9 учеников. С 1976 года учебное заведение было реорганизовано в среднюю общеобразовательную школу.
В результате пожара, произошедшего в ночь с 6 на 7 марта 2010 года, в Ессее полностью сгорели школа и детский сад.
Новый детский сад был построен через год, а строительство школы шло целых пять лет. 27 августа 2015 года состоялась торжественная церемония открытия нового здания Ессейской средней общеобразовательной школы на 150 мест.

## Культура
Большую известность в Эвенкийском районе и Красноярском крае имеет детский ансамбль песни и танца Ессейского сельского Дома культуры «Хотугу Сулус» («Полярная звезда»). Ансамбль основан в 1976 году.
В 2011 г. в поселке Ессей открылся краеведческий музей «Аартык» («Исток»).

## Сотовая связь
В 2020 году в поселке было установлено оборудование, которое впервые позволило жителям пользоваться мобильным интернетом и голосовой связью. Услуги сотовой связи предоставляет оператор «МТС». Строительство базовой станции сотовой связи проводила организация ООО "СМУ-175 «Радиострой».